# Reda Khadra
Reda Jousef Khadra (* 4. Juli 2001 in Berlin) ist ein deutsch-libanesischer Fußballspieler. Der Mittelfeldspieler steht bei Stade Reims unter Vertrag und war deutscher U21-Nationalspieler.

## Verein
Khadra begann seine Karriere in den Jugendabteilungen von CFC Hertha 06 und Tennis Borussia Berlin. Im Jahr 2016 wechselte er schließlich zu Borussia Dortmund in die dortige Jugendakademie.
Dort durchlief er alle Jugendmannschaften und konnte mit seinem Verein unter anderem 2018 die B-Junioren-Bundesliga sowie 2019 die A-Junioren-Bundesliga gewinnen. Zusätzlich kam er zu einigen Einsätzen in der UEFA Youth League. Ab der Saison 2019/20 wurde er auch in der 2. Mannschaft des BVB in der Regionalliga West eingesetzt. So gab er sein Debüt im Herrenbereich bei der 2:0-Niederlage gegen den SV Rödinghausen am 7. März 2020. In den Kader der Profimannschaft in der Fußball-Bundesliga wurde er allerdings nie berufen, er kam jedoch in einem Freundschaftsspiel zum Einsatz.
Im Sommer 2020 wechselte Khadra schließlich nach England zu Brighton & Hove Albion. Dort wurde er zunächst primär in der U23 des Vereins in der Premier League 2 eingesetzt. Dort konnte er in seinen ersten zwei Spielen je ein Tor erzielen. Daraufhin gehörte er ab Januar 2021 auch zeitweise zum Kader der Profimannschaft unter Cheftrainer Graham Potter. Sein Debüt in der Premier League konnte er schließlich am 13. Januar 2021 geben, als er in der 86. Spielminute für Leandro Trossard eingewechselt wurde. Das Spiel wurde nichtsdestotrotz mit 1:0 gegen Manchester City verloren.
Ende August 2021 wurde Khadra bis zum Ende der Saison 2021/22 an den Zweitligisten Blackburn Rovers verliehen, um dort regelmäßig Spielpraxis sammeln zu können. In der Rückrunde entwickelte er sich unter Tony Mowbray zum Stammspieler, ehe er von Wadenproblemen ausgebremst wurde. Bis zum Saisonende absolvierte der Mittelfeldspieler 27 Partien und traf dabei vier Mal. Zur Saison 2022/23 wechselte er innerhalb der Liga auf Leihbasis zu Sheffield United.  Am 13. September 2022 erzielte er mit dem 1:0-Siegtreffer gegen Swansea in der vierten Minute der Nachspielzeit sein erstes Tor für Sheffield. Dennoch kam er bei Sheffield in der Hinrunde der Saison allerdings nicht über die Rolle des Rotationsspielers heraus.
Aufgrund der mangelnden Einsatzzeiten bei Sheffield wurde die Leihe am 10. Januar 2023 abgebrochen, stattdessen wechselte Khadra noch am selben Tag auf Leihbasis zu Birmingham City. Außerdem wurde bekanntgegeben, dass er seinen Vertrag bei Brighton bis Juni 2024 verlängert hat. In Birmingham spielte Khadra zwar regelmäßiger als noch in Sheffield, konnte jedoch auch aufgrund von weiteren Verletzungen sich nicht vollends als Stammspieler etablieren. In 14 Einsätzen gelangen ihm in der Liga aber immerhin drei Tore. Nach Ablauf der Leihe kehrte er nach Brighton zurück.
Am 21. Juli 2023 gab Stade Reims die Verpflichtung Khadras für vier Jahre bekannt. Dorthin war er trotz Angeboten anderer Vereine gewechselt. Er debütierte für seinen neuen Verein bei der 1:2-Niederlage gegen Olympique Marseille am 1. Spieltag der Saison 2023/24, bei dem er sogar in der Startformation seiner Mannschaft stand. Nachdem er ansonsten in den ersten Monaten nur sporadisch zum Einsatz kam, etablierte er sich über den Winter immer mehr in der Stammformation der Rot-Weißen. Beim 3:1-Sieg gegen den AS Monaco am 13. Januar 2024 gelang ihm schließlich sein erstes Tor für seinen neuen Arbeitgeber. Zur Saison 2024/25 wurde Luka Elsner neuer Trainer in Reims, unter dem er erneut nur Rotationsspieler war. Beim 1:1-Unentschieden gegen Paris Saint-Germain am 21. September 2024 zog sich Khadra jedoch einen Kreuzbandriss zu, wegen dem er die restliche Saison verletzungsbedingt verpasste. Am Ende der Saison belegte Stade Reims nur den 16. Platz in der Ligue 1 und nach einem Unentschieden und einer Niederlage in der Relegation gegen den FC Metz in die zweitklassige Ligue 2 absteigen. Nach seiner Reha konnte Khadra wieder im Sommer 2025 in die Saisonvorbereitung unter dem neuen Trainer Karel Geraerts einsteigen.

## Nationalmannschaft
Khadra lief von November 2018 bis März 2019 unter Frank Kramer drei Mal für die deutsche U18-Nationalmannschaft auf. Nach dreieinhalb Jahren ohne Länderspieleinsatz wurde er im September 2022 von Antonio Di Salvo in die U21-Nationalmannschaft berufen. Dort debütierte er am 23. September 2022 bei der 0:1-Niederlage gegen Frankreich, bei der er in der 64. Spielminute für Ansgar Knauff eingewechselt wurde. Bei der 1:3-Niederlage gegen England vier Tage später stand er sogar erstmals in der Startformation. Auch im November berief in Di Salvo erneut in den Kader und er kam zu einem weiteren Einsatz.

## Erfolge
Borussia Dortmund Nachwuchs
- Deutscher A-Junioren-Meister: 2019
- Deutscher B-Junioren-Meister: 2018